# Herr Arnes penningar
Herr Arnes penningar är en bok av Selma Lagerlöf utgiven 1904. Lagerlöf baserade berättelsen på en verklig händelse som hon hört berättas i Solbergatrakten, en herr Arne hade mördats på Solberga prästgård den 15 februari 1586.

## Handling
Handlingen utspelar sig i Bohuslän någon gång i slutet av 1500-talet då landskapet fortfarande tillhörde Norge och Fredrik II var kung av Danmark-Norge.
Herr Arne är en mycket rik präst som bor i Solberga prästgård, Bohuslän. En natt i sitt hem råkar herr Arne, hans familj och hans husfolk ut för ett rövarband av skotska legosoldater som mördar dem. De stjäl alla pengar och sätter eld på huset för att få det att se ut som en olycka, men soldaterna märker inte att herr Arnes fosterdotter Elsalill, som gömt sig, överlever. 
En av de första på platsen efter olyckan är Torarin, en fattig man från Marstrand som arbetar som fiskmånglare i trakten. Huset står i lågor och han hittar Elsalill kvar ensam på gården. Torarin tar med henne till Marstrand och utan att känna igen honom, blir Elsalill förälskad i en av mördarna, Sir Archie. Han vill ta med henne till Skottland, men då dyker Elsalills döda fostersyster upp i form av en vålnad och Elsalill bestämmer sig för att förråda sin älskade efter att hon insett att hon inte kan leva ett lyckligt liv med sin systers mördare. Det slutar sorgligt med att Elsalill dör efter att Sir Archie tagit henne som gisslan. Men moralen segrar till slut då soldaterna tas till fånga.

## Produktionshistorik
Romanen filmatiserades 1919 av Mauritz Stiller med titeln Herr Arnes pengar. En andra filmatisering, Herr Arnes penningar, gjordes 1954. Den har även dramatiserats för teater och spelades i Birgitta Englins regi på Dramaten 2004.
Utöver filmatiseringarna har romanen bearbetats till ett skådespel av den tyske författaren Gerhart Hauptmann, regissören Max Reinhardt satte upp berättelsen under titeln Winterballade på Deutsches Theater i Berlin 1917. Lagerlöf översatte och bearbetade den tyska pjäsen till svenska, och som "Vinterballaden" hade den premiär 1918 på Nya Teatern i Göteborg. En animerad kortfilm, Poklad pana Arna, regi av Václav Bedrich spelades in i Tjeckoslovakien 1968. Dessutom har berättelsen varit förlaga för både radioteater och opera.